# Allium tenuissimum
Espèce
Classification APG III (2009)
Allium tenuissimum, ou  细叶韭 (xi ye jiu),  est une espèce de plante bulbeuse vivace du genre Allium de la famille des Amaryllidacées originaire de Mongolie, de Russie, de Corée, du Kazakhstan et de Chine,,.
Elle a pour Synonymes :
Allium tenuissimum var. purpureum Regel
les principales variétés sont :
- Allium tenuissimum var. nalinicum S.Chen - Inner Mongolia
- Allium tenuissimum var. tenuissimum - most of specific range

et précément inclus:
- Allium tenuissimum var. anisopodium, dénommé maintenant Allium anisopodium
- Allium tenuissimum f. zimmermannianum, dénommé maintenant Allium anisopodium var. zimmermannianum'

Allium tenuissimum forme une grappe de petits bulbes étroits. Les hampes florales mesurent jusqu'à 50 cm de haut. Les feuilles sont tubulaires, plus courtes que les hampes, d'environ 10 mm de diamètre. Les fleurs sont blanches ou roses avec une étroite veine médiane rouge le long de chacun des tépales,,,,,,.
Les principaux profils aromatiques de la fleur d'Allium tenuissimum sont ceux de l'oignon, du soufre, de la fleur, du vert et du brûlé.